# 솔 캠벨
솔 캠벨(영어: Sulzeer Jeremiah "Sol" Campbell, 1974년 9월 18일, 잉글랜드 런던 ~ )은 잉글랜드의 은퇴한 축구 선수이다.

## 클럽 경력
과거 그는 토트넘 홋스퍼 FC와 아스널 FC와 포츠머스 FC에서 뛴 적이 있다. 토트넘에서 9년간 활약하던 시절 그는 팀의 상징적인 선수가 되어 주장까지 되었으나, 2001년 놀랍게도 지역 라이벌인 아스널로 이적했다. 그로부터 토트넘 팬들에게 그는 '유다'라는 별명이 붙었다. 아스널에서 5년간 활약한 후 2006년에 여름에 포츠머스로 이적하였다. 그리고 포츠머스에서 3년간 뛴 후 캠벨은 2009년 4부리그인 노츠 카운티 FC로 이적하였다. 그러나 1경기 만에 계약을 해지하였고 무직상태가 되었으나, 2010년 겨울 이적시장에 이전에 그가 활약했던 아스널로 재이적하여 리그에서 11경기를 뛰었다. 2010년 6월 아스널과의 계약이 만료된 캠벨은 7월 28일 뉴캐슬 유나이티드 FC로 이적하여 7개의 리그 경기에서 모습을 보였다. 2011년에 계약은 만료되었고 그는 자유 계약 선수가 되었으며 1년 뒤인 2012년 5월, 은퇴를 선언하였다.

## 국가대표팀 경력
캠벨은 잉글랜드에선 유일하게 국제 대회에 6번 연속 출전한 선수이다. 또한 바비 무어 다음으로 역대 2번째로 어린 대표팀 주장이기도 했다. 그는 2002년 스웨덴과의 첫 경기에서 득점을 하기도 했다.

## 수상 내역

#### 토트넘
- 리그컵 : 1998-99

#### 아스날
- 프리미어리그 : 2001–02, 2003–04
- FA컵 : 2001–02, 2002–03, 2004–05
- 커뮤니티쉴드 : 2002

#### 포츠머스
- FA컵 : 2007–08

#### 잉글랜드
- UEFA U-18 유로 : 1993

#### 개인
- PFA 올해의 팀 : 1998-99, 2002-03, 2003-04
- FIFA 월드컵 올스타팀 : 2002
- UEFA 유로 올스타팀 : 2004